# Петруро-Ірпіно
Петруро-Ірпіно (італ. Petruro Irpino) — муніципалітет в Італії, у регіоні Кампанія, провінція Авелліно.
Петруро-Ірпіно розташоване на відстані близько 220 км на південний схід від Рима, 55 км на північний схід від Неаполя, 14 км на північ від Авелліно.
Населення — 344 особи (2014).

## Демографія
Населення за роками:

Станом на 1 січня 2023 року в муніципалітеті офіційно проживав 41 іноземець з 11 країн, серед них 1 громадянин країн Євросоюзу та 5 громадян України.

## Сусідні муніципалітети
- Альтавілла-Ірпіна
- К'янке
- Сан-Нікола-Манфреді
- Торріоні
- Туфо